# Стара Липа
Стара Липа (словен. Stara Lipa) — поселення в общині Чрномель, Південно-Східна Словенія, Словенія. Висота над рівнем моря: 164,6 м.